# Overland Park
Overland Park es una ciudad ubicada en el condado de Johnson en el estado estadounidense de Kansas. En el año 2010 tenía una población de 173.372 habitantes y una densidad poblacional de 888,63 personas por km².

## Geografía
Overland Park se encuentra ubicada en las coordenadas 38°56′24.26″N 94°40′50.51″O / 38.9400722, -94.6806972 (38.940072, -94.680697).

## Demografía
Según la Oficina del Censo en 2000 los ingresos medios por hogar en la localidad eran de $62,116 y los ingresos medios por familia eran $77,176. Los hombres tenían unos ingresos medios de $32,069 frente a los $25,625 para las mujeres. La renta per cápita para la localidad era de $32,069. Alrededor del 12.4% de la población estaban por debajo del umbral de pobreza.

## Educación
El Distrito Escolar de Shawnee Mission y el Distrito Escolar de Blue Valley gestionan escuelas públicas.

## Famosos
- Shavon Shields - Jugador profesional de baloncesto